# Habbo
Habbo (cunoscut în trecut ca Habbo Hotel) este un joc internațional RPG cu peste 5 milioane de vizitatori unici lunar și 273 de milioane de conturi. Jocul este pentru categoriile de vârste cuprinse între 5 și 40 ani.

## Recenzii
În noiembrie 2001, The Daily Telegraph a inclus Habbo în top zece site-uri de chat și mesagerie instantă, considerându-l „popular printre tineri”. În 2005 și 2006, Habbo Australia a primit Premiul Online Web NetGuide la categoria „cel mai bun site pentru copii și tineri”. În septembrie 2006, Sulake a câștigat competiția Fast 50 a Deloitte. 

În 2009, Habbo a câștigat premiul pentru cea mai inovatoare campanie de lansare în 2009 la gala premiilor Media Guardian Innovation.